# Xaver Strauß
Xaver Strauß, auch Strauss, (* 29. Mai 1910 in Velburg; † 8. Dezember 1998 in Weiden) war deutscher SS-Hauptsturmführer (1941) und als Verwaltungsführer Leiter der Standortverwaltung im KZ Mauthausen.

## Leben
Xaver Strauß war Sohn eines Steuerinspektors Michael Strauß und dessen Ehefrau Maria. Nach dem Besuch der Volksschule und vier Jahren Mittelschule begann Strauß im Jahr 1925 eine kaufmännische Lehre, die er bei einer Firma absolvierte, bei der er bis zum Jahr 1930 als Handelsgehilfe. Von 1931 bis 1933 war Strauß arbeitslos. Nachdem er kurze Zeit beim Arbeitsamt in Weißenburg tätig war.
Im November 1933 wurde er Mitglied der SS (SS-Nummer 161.264) und gehörte ab 1937 der NSDAP (Mitgliedsnummer 5.020.952) an.  Seit April 1934 war er Angehöriger der Wachmannschaft im KZ Dachau. 1936 wurde er Unterkunftsverwalter des KZ Dachau und war in dieser Stellung für die Unterbringung der Wachmannschaften ebenso wie der Häftlinge zuständig. Ende 1937 besuchte Strauß einen dreimonatigen Lehrgang für Verwaltungsführer und wurde schließlich am 20. April 1938 zum Verwaltungsführer des KZ Dachau ernannt. Im August 1938 wurde er in das KZ Flossenbürg versetzt, wo Strauß zunächst als Kassenleiter und stellvertretender Verwaltungsführer tätig war. Im Herbst 1939 wurde er Verwaltungsführer des KZ Flossenbürg. Im Mai 1940 wurde er in das KZ Neuengamme versetzt, wo er abermals als Verwaltungsführer eingesetzt wurde. Nach wenigen Wochen wurde er in das KZ Mauthausen berufen, wo er den bisherigen Verwaltungsführer Otto Barnewald ablösen sollte.
Ab 1. September 1942 wurde Strauß zur 1. SS-Infanteriebrigade an der Ostfront beordert. Im Februar 1943 wurde Strauß wieder an seinen alten Posten im KZ Mauthausen zurückversetzt. Die Aufgaben von Strauß im Verwaltungsbereich umfassten die Beschaffung und Verteilung von Lebensmitteln, Kleidung und Bedarfsmitteln in den Konzentrationslagern. Strauß war daher mitverantwortlich für die inhumanen Lebensbedingungen der KZ-Häftlinge im KZ Mauthausen. Er war außerdem für technische Gerätschaften und die SS-Ausrüstung sowie für Werkstätten und Wäschereien verantwortlich.
Am 7. Mai 1945 ergab er sich bei Steyr und wurde von der US-Army gefangen genommen. Nach Zwischenstationen in mehreren Kriegsgefangenenlagern wurde Strauß im Juni 1946 nach Internierungslager Dachau gebracht, wo er in einem Mauthausen-Nachfolgerprozesse angeklagt wurde. Am 7. August 1947 wurde Strauß mit elf weiteren Angeklagten in einem Nebenprozess zum Mauthausen-Hauptprozess, der im Rahmen der Dachauer Prozesse stattfand, aufgrund der Anklage von Kriegsverbrechen vor ein amerikanisches Militärgericht gestellt. Ihm wurde zur Last gelegt, KZ-Häftlinge misshandelt und an Exekutionen teilgenommen zu haben. Strauß gab zu seiner Verteidigung an, dass er sich um eine gute Versorgungslage für die Häftlinge bemüht und nicht an Exekutionen oder Misshandlungen von Häftlingen teilgenommen habe. Am 25. August 1947 wurde er durch das amerikanische Militärgericht zu lebenslanger Freiheitsstrafe verurteilt. Das Urteil wurde jedoch später reduziert. Strauß war im Kriegsverbrechergefängnis Landsberg inhaftiert und wurde am 25. Oktober 1954 aus der Haft nach Weiden entlassen. Nach seiner Freilassung arbeitete er als Angestellter bei einer Textilfirma in Weiden.